# L'Homme en question
L'Homme en question est une pièce de théâtre de l'écrivain belge Félicien Marceau, publiée en 1972 chez Gallimard. La pièce a été mise en scène notamment par Pierre Franck en 1973, au Théâtre de l'Atelier, à Paris, avec Bernard Blier et Martine Sarcey dans les rôles principaux
, par Jean Nergal en 1976, au Théâtre royal du Parc, à Bruxelles, avec Jacques Lippe et Jacqueline Bir dans les rôles principaux, et par Jean-Luc Tardieu en 2002, au Théâtre de la Porte-Saint-Martin et en tournée, avec Michel Sardou et Brigitte Fossey dans les rôles principaux.

## Résumé
Monsieur Jaume (lui) voit un jour apparaître une femme qui l'interroge sur sa vie. Cette femme, c'est sa conscience. Monsieur Jaume revoir défiler des épisodes de sa vie.

## Représentations

### Mise en scène de Pierre Franck en 1973
La pièce fut représentée à partir du 3 novembre 1973 au Théâtre de l'Atelier, à Paris.

#### Distribution[2]
- Bernard Blier : Lui
- Martine Sarcey : Elle
- Paul Cambo : Blaton-Roux
- Jean-Pol Brissart : Lui (jeune)
- Michel Dacquin : Le Pape et le maître d'hôtel
- Jacques Ramade : Napoléon, Monsieur Duchemin et l'huissier
- Jacqueline Parre : La contractuelle
- Bernard Charlan : L'inspecteur des contributions et le secrétaire-général du parti
- Paulette Frantz : Madame Duchemin
- Danièle Huet : Fernande
- Annick Blancheteau : Nathalie
- Bernard Murat : Maurice
- Sylvine Delannoy : Madame Nève
- Jean Goulay : Le peintre
- Anna Gaylor : Madame Gonne
- Martine Couture : Cécile Gonne

#### Équipe technique et production[2]
- Mise en scène : Pierre Franck
- Décor et costume : Jacques Noël

### Mise en scène de Jean Nergal en 1976
La pièce fut représentée du 15 janvier au 8 février 1976 au Théâtre royal du Parc, à Bruxelles.

#### Distribution[3]
- Jacques Lippe : Lui
- Jacqueline Bir : Elle
- Raymond Peira : Blaton-Roux
- Jean-Paul Landresse : Lui (jeune)
- Georges Mony : Le Pape
- Jean Tange : Napoléon
- Mimi Bedin : La contractuelle
- Léon Dony : L'inspecteur des contributions
- Marie-Jeanne Nyl : Madame Duchemin
- Jean Tange : Monsieur Duchemin
- Chantal Valin : Fernande
- Martine Vlaemynck : Nathalie
- Jacques Monseu : Maurice
- Nelly Beguin : Madame Neve
- Pierre Pirotte : Le maître d'hôtel
- Claude Dominique : Le peintre
- Bobette Jouret : Madame Gonne
- Carine François : Cécile Gonne
- Georges Mony : Le secrétaire-général du parti
- Pierre Pirotte : L'huissier

#### Équipe technique et production[3]
- Mise en scène : Jean Nergal
- Décor : Jacques Van Nerom
- Éclairage : Serge Daems
- Directeur de scène : Pierre Rocca
- Régie générale : Claude Dominique

### Mise en scène de Jean-Luc Tardieu en 2002
La pièce fut représentée en tournée, puis du 4 septembre au 31 décembre 2002 au Théâtre de la Porte-Saint-Martin, à Paris et produite par L'Atelier théâtre actuel, la Compagnie François Périer et Camus & Camus Productions. La première représentation eut lieu le 8 mars 2002 au Théâtre Alexandre Dumas à Saint-Germain-en-Laye.

#### Distribution[5]
- Michel Sardou : Lui
- Brigitte Fossey : Elle
- André Badin : Monsieur Duchemin
- Mélodie Bérenfeld : Cécile Gonne
- Rosine Cadoret : Madame Gonne
- Alain Cerrer : Maurice
- Nicole Dubois : Madame Nève
- Gibert Pascal : Blaton-Roux, l'inspecteur, le peintre, le secrétaire-général du parti, l'huissier
- Louison Roblin : Madame Duchemin
- Davy Sardou : Lui (jeune)
- Anne-Élodie Sorlin : La contractuelle, Fernande, la fermière
- Alexandra Winisky : Nathalie

#### Équipe technique et production[5]
- Mise en scène : Jean-Luc Tardieu, assisté de Gersende Michel et Mathias Magerowicz
- Décor : Roberto Plate, assisté de Grazia Luiza Paglialunga
- Costumes : Pascale Bordet, assistée d'Anne Blanchard
- Lumières : Jacques Rouveyrollis, assisté de Marine Ballestra

#### Autour de cette représentation
La pièce fut adaptée par Félicien Marceau pour y supprimer les passages qui pouvaient dater.
C'est la première fois que Michel Sardou partage la scène avec son fils, Davy Sardou. Cependant, jouant le même personnage à des âges différents, les deux comédiens ne se donnent pas la réplique. Ils seront à nouveau réunis, en 2008, dans Secret de famille, d'Éric Assous.
À Paris, la pièce sera jouée dans le propre théâtre de Michel Sardou.